# Héroïc-Albums
Héroïc-Albums est un magazine bruxellois (Belge), créé par Fernand Cheneval; paru de 1945 à 1956 aux éditions Esseo. De nombreux grands noms de la bande dessinée franco-belge classique y ont collaboré. 
Il est paru à nouveau de 1969 à 1970.

## Périodicité
| De                | À                | Périodicité                                   |
| ----------------- | ---------------- | --------------------------------------------- |
| 1er novembre 1945 | mai 1947         | mensuel (n'est pas publié en juillet et août) |
| 1er juin 1947     | 19 décembre 1948 | bimensuel                                     |
| 1er janvier 1949  | 19 décembre 1956 | hebdomadaire                                  |
| 1er mai 1969      | 1er juin 1969    | mensuel                                       |
| 1er juillet 1969  | 1er mars 1970    | bimestriel                                    |

## Séries
| Titre de la série                   | Auteurs                          |
| ----------------------------------- | -------------------------------- |
| Akkor le voyageur du temps          | Fernand Cheneval                 |
| Ange Roy et Jessie                  | Christo                          |
| Attila                              | Fernand Cheneval                 |
| Aviorix                             | Marcel Moniquet                  |
| Bob Bang                            | Maurice Tillieux                 |
| Dave O'Flynn                        | Tibet                            |
| Félix                               | Maurice Tillieux                 |
| Ginger                              | Jidéhem                          |
| Jannic                              | Fred Funcken                     |
| Jean des Flandres                   | Marcel Moniquet                  |
| Karan                               | François Craenhals               |
| Le Chat                             | Greg                             |
| Le Condor (Luc Condor)              | Albert Weinberg                  |
| Les Aventures du Commissaire Maroff | Leika                            |
| Robin Moderne                       | Fred Funcken                     |
| Roc Météor                          | Albert Weinberg                  |
| Tif et Tondu                        | Fernand Dineur                   |
| Tommy Tuller                        | Dick John’s (alias Fred Funcken) |

#### Livres
: document utilisé comme source pour la rédaction de cet article.
- Patrick Gaumer, « Héroïc-Albums », dans Dictionnaire mondial de la BD, Paris, Larousse, 2010 (ISBN 9782035843319), p. 416-417. .
- Thierry Martens, L'Aventure des Héroïc-Albums, Charleroi, Éditions de l’Âge d’Or, décembre 2011 (ISBN 9782930556086).
- Dossier M. Tillieux 1947 par Maurice Tillieux paru aux Éditions Michel Deligne en 1974.
- Intégrale des Aventures de Bob Bang par Maurice Tillieux paru aux Éditions de l'Élan en 2005, contenant un descriptif et la liste des Héroïc-Albums.

#### Articles
- Francis Matthys, « L’Aventure des Héroïc-Albums », La Libre Belgique,‎ 20 février 2012 (lire en ligne, consulté le 2 mars 2022).